# Cometas rasantes Kreutz
Os cometas rasantes Kreutz  são uma família de cometas rasantes, caracterizados por órbitas que os colocam extremamente próximos do Sol no periélio. Acredita-se que sejam os fragmentos de um grande cometa que partiu-se vários séculos atrás e tem o nome do astrônomo alemão Heinrich Kreutz, que foi o primeiro a demonstrar que eles eram relacionados.
Vários membros da família Kreutz tornaram-se grandes cometas, ocasionalmente visíveis próximos ao Sol no céu diurno. O mais recente destes foi o Cometa Ikeya-Seki em 1965, que pode ter sido um dos mais brilhantes do último milênio.
Muitas centenas de membros menores da família, alguns com apenas alguns metros, tem sido descobertos desde o lançamento da sonda Soho, em 1995. Nenhum destes cometas menores sobreviveu à sua passagem pelo periélio. Astrônomos amadores tem tido bastante sucesso em descobrir cometas Kreutz nos dados disponíveis em tempo real pela Internet.
Existem também sinais que outro grupo de cometas do sistema Kreutz está a caminho do Sol nas próximas décadas, com os primeiro objetos chegando nos próximos anos. Durante as próximas poucas décadas, a humanidade mais uma vez irá testemunhar espetáculos celestes fantásticos, como o de 1965.
Em dezembro de 2011, um destes cometas, o C/2011 W3 (Lovejoy), fez o seu periélio, despertando a curiosidade de estudiosos e amantes da astronomia, porém, por conta da sua visibilidade impedida pela luz do Sol, só é possível vê-lo com instrumentos especiais para esta ocasião ou utilizando-se das imagens enviadas pelo telescópio espacial SOHO e até o momento não se sabe se esse cometa irá "sobreviver" ao encontro próximo com o astro-rei. Caso consiga, ele poderá ser visto ao anoitecer ou ao amanhecer, dependendo do ponto de visão do observador na Terra e será um evento majestoso, de acordo com os especialistas.